# Eagris nottoana
Eagris nottoana là một loài bướm ngày thuộc họ Hesperiidae. Nó được tìm thấy ở Nam Phi to Uganda, Kenya và Ethiopia và on Madagascar.
Sải cánh dài 35–42 mm đối với con đực và 39–43 mm đối với con cái. Con trưởng thành bay quanh năm in warmer areas with peaks in summer và autumn.
Ấu trùng ăn Grewia occidentalis, Dombeya cymosa, Scutia commersoni, Scutia myrtina và Rinorea arborea.

## Phụ loài
- Eagris nottoana nottoana (eastern Cape to Swaziland, KwaZulu-Natal, Mpumalanga và Limpopo)
- Eagris nottoana knysna Evans, 1946 (from miền tây to miền đông Cape in coastal Afromontane forests)
- Eagris nottoana smithii (Mabille, [1887]) (Madagascar)